# Gabriela Jolowicz
Gabriela Jolowicz (* 1978 in Salzgitter) ist eine deutsche Künstlerin. Bekannt ist sie für detailreiche, schwarz-weiße Holzschnitte.

## Leben
Gabriela Jolowicz wuchs in Salzgitter auf. Sie studierte einige Semester Kommunikationsdesign an der Fachhochschule für Gestaltung in Hildesheim. 2002 wechselte sie an die Hochschule für Grafik und Buchkunst. Hier besuchte sie die Klasse für Illustration von  Volker Pfüller und  Thomas M. Müller. Ihr Diplom bestand aus einer Serie von vierundzwanzig einfarbigen Holzschnitten, die 2008 vom Leipziger Lubok Verlag von Christoph Ruckhäberle in Buchform herausgegeben wurden. 2010 zeigte die Galerie Emmanuel Post in Leipzig ihre Meisterschülerausstellung. 2007 bis 2009 war sie Stipendiatin der Schuler-Stiftung aus Wuppertal. 2012 gewann sie den ersten Preis des internationalen Wettbewerbs „Holzschnitt Heute“ der Stiftung für Kunst, Kultur und Bildung der Kreissparkasse Ludwigsburg. Sie war Lehrbeauftragte an der Universität der Künste Berlin und der Hochschule für Grafik und Buchkunst Leipzig, und lehrt seit 2019 an der Hochschule für Künste Bremen. Gabriela Jolowicz lebt und arbeitet in Berlin.

## Werk
In den Holzschnitten von Gabriela Jolowicz spiegelt sich ihre unmittelbare Umwelt wider. „Ähnliche Motive werden täglich sicher millionenfach mit dem Fotohandy dokumentiert und im Internet verbreitet. Gabriela Jolowicz hält diese flüchtigen Szenen aus dem modernen Alltagsleben nun aber erstaunlicherweise in einem der ältesten und traditionsreichsten Bildmedien überhaupt fest: im Holzschnitt. Motive und Beschränkung auf das reine Schwarzweiß erinnern (…) an populäre zeitgenössische Medien wie etwa Comic oder Graphic Novel.“

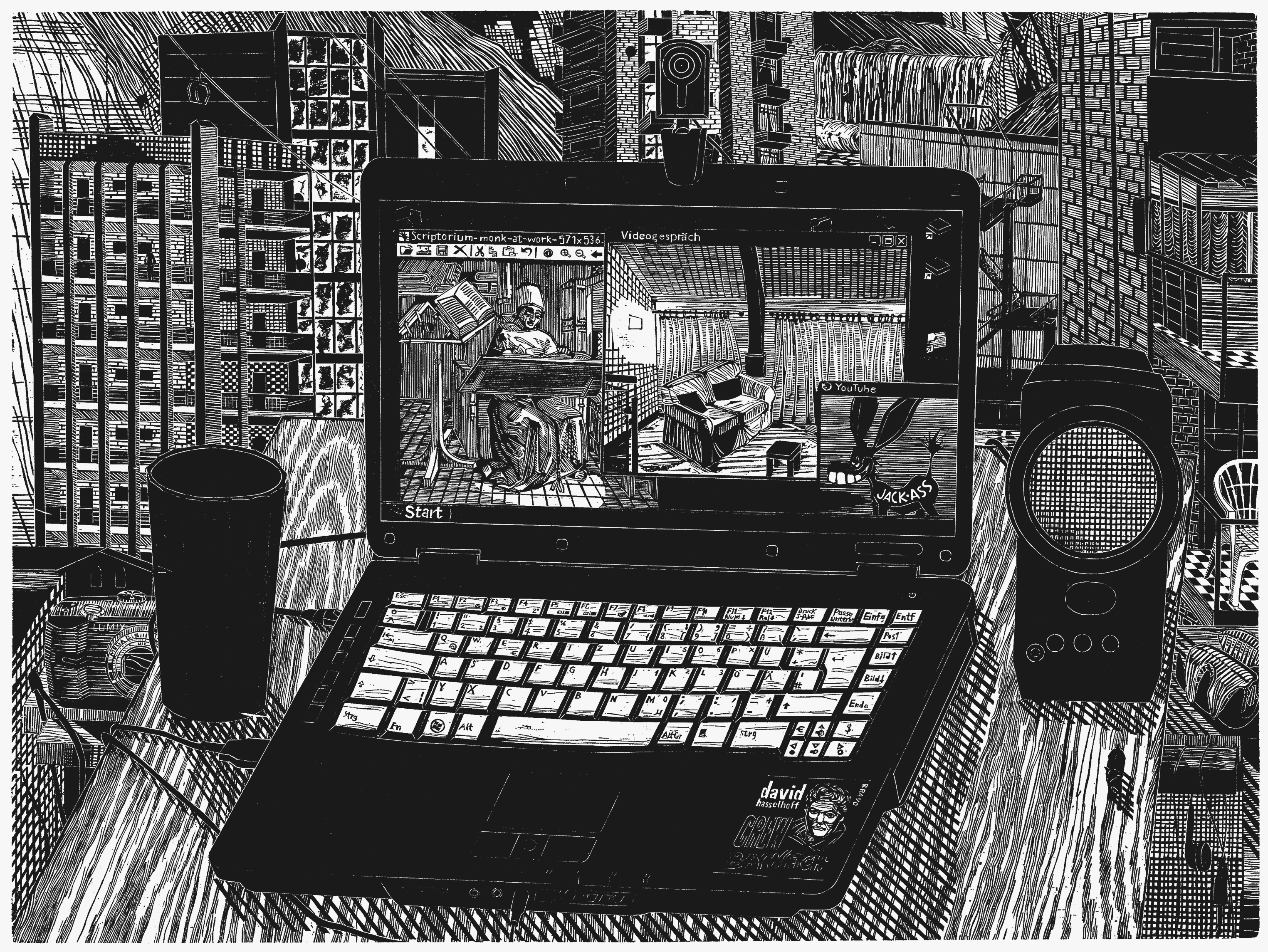
Gabriela Jolowicz: Laptop, Holzschnitt, 2010, 45 cm × 60 cm

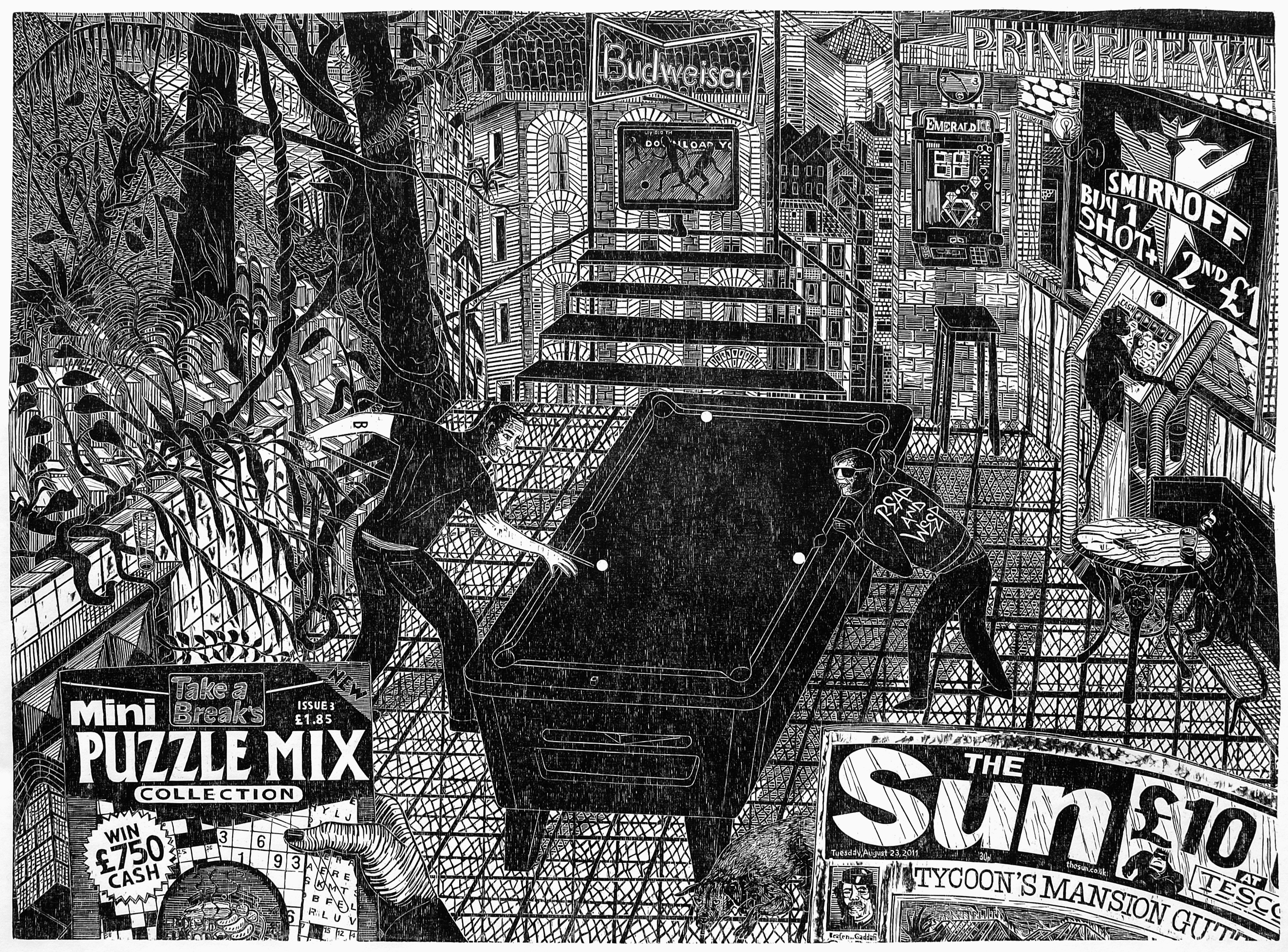
Gabriela Jolowicz: System of a Clown, Holzschnitt, 2012, 66,5 cm × 90,6 cm

## Ausstellungen (Auswahl)
- 2025 Kunsthalle Erfurt, Gabriela Jolowicz – Der unendliche Holzschnitt (solo)
- 2024 Kirchner Holzschnitte, mit Benjamin Badock und Thomas Kilpper, Kunsthalle Bremen, Bremen
- 2022 Szenen aus der Stadt: eine multidimensionale Reise[6], Goethe-Institut Tschechien, Prag (solo)
- 2021 Among Us,[7] mit Anna Haifisch, Thaler Originalgrafik, Leipzig
- 2019 Gratwanderung,[8] Kunsthaus Stade
- 2019 Gratwanderung,[9] August Macke Haus, Bonn
- 2018 Enklaven[10], mit Moki, Gosia Machon & Inga Kählke, Feinkunst Krueger, Hamburg
- 2017 Off Licence, Galerie Hübner + Hübner, Frankfurt am Main (solo)
- 2017 Church Playground[11], Open Studio Gallery, Toronto (CA) (solo)
- 2015 Present Density[12], Main Gallery, Society of Northern Alberta Print-Artists, Edmonton (AB), Kanada (solo)
- 2013 Gabriela Jolowicz per Wildflowers, Atelier Giorgi, Turin (solo)[13]
- 2013 Das Wandern der Schatten, mit Moki und Emma Åkerman, Galerie Feinkunst Krüger, Hamburg
- 2013 Sol Niger, mit Lou Hoyer und Steingrimur Eyfjord, Galerie Christian Ehrentraut, Berlin
- 2013 New Prints/New Narratives, International Print Center New York
- 2012 The Monkey on My Back, Galerie Emmanuel Post, Berlin (solo)
- 2012 Lubok, Museo Nacional de la Estampa, Mexiko-Stadt
- 2012 Lubok Graphic Show, mit Sebastian Gögel und Christoph Ruckhäberle, Printroom Rotterdam
- 2011 Lubok – Künstlerbücher aus Leipzig, Städtisches Kunstmuseum Spendhaus Reutlingen
- 2010 Now Playing, Galerie Hafenrand, Hamburg (solo)
- 2010 Now Playing, Galerie Emmanuel Post, Leipzig (solo)
- 2010 Quiet and Peace? Galerie Baer, Dresden
- 2010 Schnittstelle Druck, Museum der Bildenden Künste, Hochschule für Grafik und Buchkunst Leipzig[14]

## Publikationen (Auswahl)
- 2024 Kirchner Holzschnitte. Benjamin Badock, Gabriela Jolowicz und Thomas Kilpper, Lubok Verlag Leipzig ISBN 978-3-910704-07-7
- 2022 Das Schwanken des Bodens unter den Füßen. Einstein im Badehaus 8[15], Text: Wolfgang Martynkewicz, Maroverlag, ISBN 978-3-87512-622-8
- 2021 Megabillig 2[16], Gabriela Jolowicz, Lubok Verlag Leipzig ISBN 978-3-945111-72-7
- 2017 Yo, Future! Spring, Mairisch Verlag, Hamburg 2017, ISBN 978-3-938539-46-0
- 2012 Museo Nacional de la Estampa, Mexiko-Stadt: Lubok in Mexiko ISBN 978-3-941601-58-1
- 2011 Lubok in Reutlingen, ed. lubok verlag / Städtisches Kunstmuseum, Spendhaus Reutlingen ISBN 978-3-941601-48-2
- 2008 Megabillig, Gabriela Jolowicz. Lubok Verlag Leipzig (ohne ISBN)
- 2007 Lubok 2. Lubok Verlag Leipzig (ohne ISBN)